# Bolboneura sylphis beatrix
La mariposa pequeña epifanía (Bolboneura sylphis subsp. beatrix) es una subespecie endémica de México de la familia Nymphalidae. El holotipo macho proviene de Rancho Viejo, Morelos. 
En el Atlántico es residente en las islas Canarias, Azores y Madeira, y se encuentra como una migrante ocasional en Europa Occidental.

## Descripción
Las alas anteriores con el margen costal que es convexo, presentan un ápice ligeramente redondo. El margen externo es convexo, con una ligera ondulación y el margen anal o interno es casi recto. El color de base es negro cerca del margen costal y hacia el torno desvanece a café oscuro. Presenta una banda anaranjada delgada en el centro del ala de margen costal hacia el torno, sin llegar a este (este es una carácter para diferenciar, con la subespecie B. sylphis veracruzana, quien la tiene de color amarillo). Presenta otra banda anaranjada (en B. sylphis veracruzana es amarilla) más delgada que la anterior en el área subapical. Área basal y área media o discal de color azul.
En el ala posterior, el margen externo es ondulado y convexo. Presenta los márgenes costal y anal casi rectos, torno y con ápices redondos. Área discal sin tocar celda costa y anal de color azul. Presenta una línea azul submarginal. Las antenas son color café con el ápice amarillo opaco, y tienen divisiones blancas. Su cabeza, tórax y abdomen son de color café en su vista dorsal.
Ventralmente, sus alas anteriores presentan base de color amarillo, con dos bandas diagonales de color negro; una en el centro del margen costal a anal hacia el torno, y la segunda banda cerca de la región subapical, desde el margen costal curvándose hacia el área submarginal. Ambas líneas negras presentan por encima una segunda línea muy delgada con escamas azules (en B. sylphis veracruzana es más ancha). Presenta línea delgada (en B. sylphis veracruzana es más ancha) de color azul submarginal. En el área apical presentan un punto negro y un punto blanco el doble de tamaño. Su margen externo es anaranjado.
Las alas posteriores tienen color de base amarillo, el área basal y discal tiene escamas blancas en menor cantidad que la subespecie de Veracruz. Presenta una línea postdiscal amarilla, y una línea color azul claro iridiscente, cuatro puntos postdiscales negros con escamas azules iridiscentes, una línea azul iridiscente y una línea anaranjada submarginales. 
Sus antenas son de color blanco con el ápice negro y anaranjado. Palpos labiales, tórax y abdomen de color blanco.

## Distribución
En el continente americano, se encuentran principalmente en el sureste de México, en los estados de: Michoacán, Guerrero, Morelos, suroeste de Puebla, centro y sur de Oaxaca.
En el Atlántico es residente en las Islas Canarias, Azores y Madeira y se encuentra como una migrante ocasional en Europa Occidental.

## Hábitat
En México suelen instalarse a lo largo del Río Balsas, Puebla, Morelos (Cuernavaca), Guerrero (Acahuzotla, Mexcala).